# Tales of Destiny
Tales of Destiny (テイルズ オブ デスティニー?, Teiruzu obu Desutinī) è un videogioco di ruolo sviluppato da Wolf Team e pubblicato nel 1997 da Namco per PlayStation. Definito dagli stessi produttori un RPG atipico, tanto da essere denominato Fatidico RPG (運命のＲＰＧ?, Unmei no RPG), in Giappone il titolo ha venduto 1 139 000 copie. Il videogioco ha ricevuto un seguito intitolato Tales of Destiny 2 e un remake per PlayStation 2, pubblicato nel 2006 da Namco Tales Studio.
Il team di sviluppo del secondo titolo della serie Tales of è lo stesso del suo predecessore, Tales of Phantasia, con cui condivide il gameplay. Oltre al game design di Mutsumi Inomata, Tales of Destiny si distingue per una sequenza d'introduzione animata, presente sia nella versione giapponese che in quella statunitense del gioco, curata dallo studio d'animazione Production I.G. La colonna sonora è affidata a Motoi Sakuraba e Shinji Tamura; nella versione nipponica il brano musicale di apertura è Yume de Aruyouni (夢であるように?) interpretata dai Deen.

## Accoglienza
Retrospettivamente, la rivista Famitsū ha classificato Rutee come la ventesima eroina più famosa dei videogiochi degli anni '90.